# Flotter Graben
Der Flotte Graben ist ein rechter Zufluss der Nuthe in Brandenburg.
Der Graben 048.1.7 entwässert mehrere Wiesenflächen östlich des Ortszentrums von Gottow, einem Ortsteil der Gemeinde Nuthe-Urstromtal. Von dort verläuft er in westlicher Richtung auf das Ortszentrum zu und zweigt vor diesem nach Norden und Süden als Flotter Graben ab. Der südliche Arm verläuft auf einer Länge von rund 1450 Metern und quert in südlicher Richtung die Straße Damm. Rund 225 Meter weiter südlich mündet er auf einer Höhe von 44 m über NN das erste Mal in das Hammerfließ.
Ein weiterer Teil des Grabens verläuft rund 6300 Meter in nordwestlicher Richtung. Hierbei wird er vom Triftgraben und vom Raubbuschgraben gespeist. Dieser befindet sich nördlich von Schöneweide und führt in südöstlicher Richtung ebenfalls auf den Flotten Graben zu. Von hier aus verläuft ein weiterer Teil des Grabens in nordwestlicher Richtung und durchquert Scharfenbrück. Ausweislich einer touristischen Unterrichtungstafel an der Brücke wird der Graben dort als Schweinefließ bezeichnet. Im weiteren Verlauf zweigt er in westlicher Richtung ab. Von Osten führt der Scharfenbrücker Graben auf ihn zu, bevor er in Richtung Bundesstraße 101 verläuft. Kurz zuvor befindet sich auf einer Höhe von 44 Metern eine zweite Verbindung mit dem Hammerfließ.